# Двигатель Nissan S20
Nissan S20 — 2,0-литровый (1990 см3) рядный шестицилиндровый бензиновый двигатель внутреннего сгорания, выпускавшийся компанией Nissan с 1968 по 1973 год. Это был первый серийный японский двигатель с более, чем двумя клапанами на цилиндр.
Двигатель Nissan S20 развивает мощность 119 кВт (160 л. с.) при 7000 об/мин и крутящий момент 177 Н⋅м при 5600 об/мин, а его сухая масса составляет 199 кг. Двигатель устанавливался на Nissan Skyline GT-R (C10 и C110) и Nissan Fairlady Z432.
S20 не имеет никакого отношения к семейству Nissan SR20 (состоящему из SR20Di, SR20DE, SR20DET, SR20VE и SR20VET), которое входило в семейство SR и применялось в других автомобилях Nissan.

## История

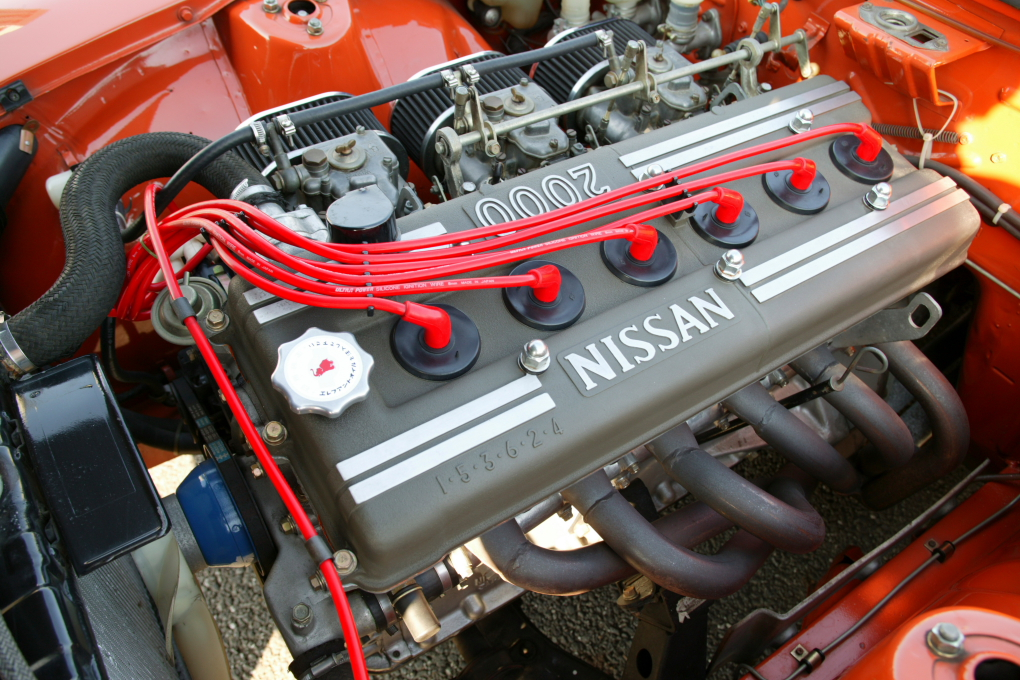
S20 на Fairlady Z432

Модель S20 была одним из технических достижений бренда Nissan от Prince Technology. Prince производил Skyline с момента появления модели в 1950-х годах; после слияния двух компаний Nissan взял на себя производство Skyline, который получил новый двигатель в конце 1960-х годов.
Третье поколение Nissan Skyline было представлено в октябре 1968 года на Токийском автосалоне. В третье поколение входила модель Skyline 2000GT Racing, оснащённая двигателем S20. Таким же двигателем оснащалась модель R380. Производство Skyline 2000GT-R (кодовое обозначение PGC10 для четырёхдверных седанов) было запущено в феврале 1969 года, а затем в 1970 году в семейство стали входить купе (кодовое обозначение KPGC10). Позже, в период с 1969 по 1971 год, обе модели (PGC10/KPGC10) совместно одержали 49 побед подряд в гонках.
Помимо применения в моделях PGC10/KPGC10 Skyline, S20 также устанавливался на Nissan Fairlady Z432, спортивную гоночную модель линейки Nissan Fairlady Z (S30), начиная с осени 1969 года. Обозначение Z432 было заимствовано из дизайна S20: четыре клапана на цилиндр, три карбюратора и два верхних распределительных вала. В дополнение к S20, изменения в версии Z432 включали 5-ступенчатую механическую коробку передач и дифференциал повышенного трения. Специальный облегчённый вариант получил обозначение Z432R. Стоимость Z432 была почти вдвое выше цены стандартной модели Fairlady Z.
В сентябре 1972 года компания Nissan представила четвёртое поколение Skyline (код шасси C110), оснащённое двигателями серии L. Гоночный концепт KPGC110 Skyline 2000GT-R на базе S20 был показан на Токийском автосалоне в 1972 году после того, как были представлены коммерческие модели; хотя номер концепта (73) намекал на гоночные планы Nissan на 1973 год, в том году Nissan уволил заводскую команду в пользу разработки средств защиты от загрязнения окружающей среды, технологий и повышения топливной экономичности. С января по апрель 1973 года было выпущено менее 200 экземпляров KPGC110 GT-R из-за ужесточения законодательства о выбросах вредных веществ. Кроме того, нефтяной кризис того года создал у многих людей ложное представление об автогонках и высокопроизводительных автомобилях. Из-за своей редкости и отказа от участия в гонках на туристических автомобилях KPGC110 Skyline GT-R получил название Phantom GT-R.

## Особенности

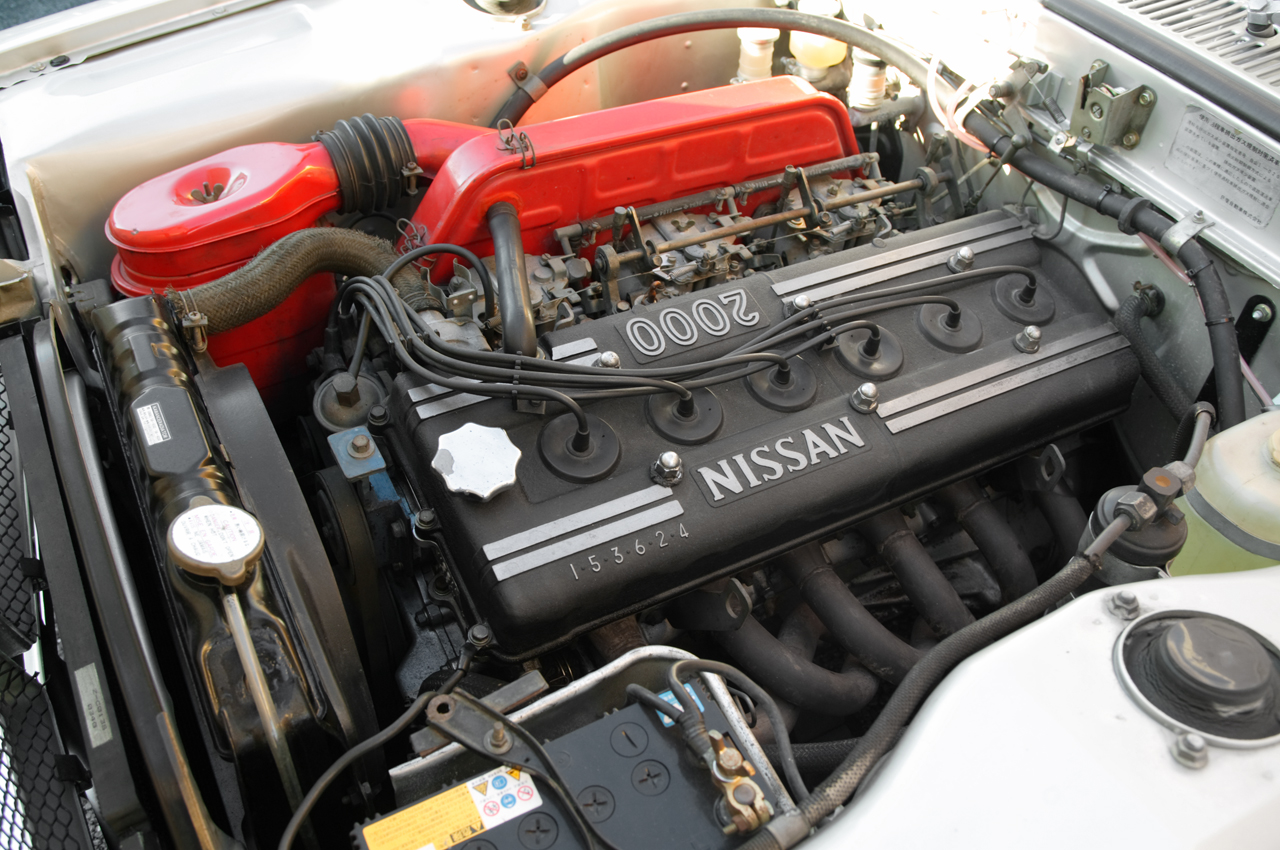
S20 на C10 Skyline GT-R

## Особенности[15]
| Параметр                      | Значение                                                           | Значение                                                           |
| ----------------------------- | ------------------------------------------------------------------ | ------------------------------------------------------------------ |
| Тип                           | Рядный шестицилиндровый бензиновый двигатель с водяным охлаждением | Рядный шестицилиндровый бензиновый двигатель с водяным охлаждением |
| Объём                         | 2,0 л (1990 см3)                                                   | 2,0 л (1990 см3)                                                   |
| Диаметр цилиндра × Ход поршня | 82 мм × 62 мм                                                      | 82 мм × 62 мм                                                      |
| Клапанный механизм            | DOHC, 4 клапана на цилиндр, подъёмный клапан с прямым приводом     | DOHC, 4 клапана на цилиндр, подъёмный клапан с прямым приводом     |
| Топливная система             | Тройной карбюратор                                                 | Инжекторная система подачи топлива                                 |
| Мощность                      | 119 кВт (160 л. с.) @ 7,000 об/мин                                 | 169 кВт (227 л. с.) @ 8,400 об/мин                                 |
| Крутящий момент               | 177 Н⋅м @ 5,600 об/мин                                             |                                                                    |
| Ёмкость смазочного масла      | 6 л                                                                | 6 л                                                                |
| Сухая масса                   | 199 кг (439 фунтов)                                                | 199 кг (439 фунтов)                                                |

## Применения
S20 применялся в следующих транспортных средствах:
- Skyline GT-R (PGC10) 1969—1970 (832 экземпляра)[17]
- Skyline GT-R (KPGC10) 1970—1972 (1197 экземпляров)
- Skyline GT-R (KPGC110) Январь—Апрель 1973 (197 экземпляров)
- Fairlady Z432 (PS30) 1969—1972 (419—420 экземпляров)
- Fairlady Z432R (PS30SB) (30—50 экземпляров)